# Megistocera
Megistocera is een muggengeslacht uit de familie van de langpootmuggen (Tipulidae).

## Soorten
- M. filipes (Fabricius, 1805)
- M. filipes filipes (Fabricius, 1805)
- M. filipes fuscana (Wiedemann, 1820)
- M. longipennis (Macquart, 1838)